# Sam Roddenhof
Sam Roddenhof (Arnhem, 8 september 2005) is een Nederlands voetbalspeelster. Ze speelt als aanvaller voor De Graafschap in de Vrouwen Eerste divisie.

## Clubcarrière
Roddenhof begon met voetballen bij VDZ in haar geboortestad. In 2023 verhuisde ze naar de Verenigde Staten waar ze studeren en voetballen ging combineren aan het Tyler College in de Amerikaanse staat Texas. Na haar periode in de Verenigde Staten maakte ze een halfjaar deel uit van de jeugdopleiding van FC Twente. In 2024 werd ze toegevoegd aan de selectie van het nieuw opgerichte vrouwenelftal van De Graafschap. Op 7 september 2024 maakte Roddenhof haar debuut in de Vrouwen Eerste divisie. Roddenhof maakte op 20 oktober 2024 haar eerste doelpunt in de Vrouwen Eerste divisie door in een uitwedstrijd tegen Jong PEC Zwolle de eindstand op 1-1 te bepalen. Op 8 november 2024 speelde Roddenhof met de Superboerinnen haar eerste wedstrijd in Stadion De Vijverberg. In deze wedstrijd tekende Roddenhof voor de winnende treffer. In juni 2025 verlengde Roddenhof haar contract in Doetinchem met een jaar.

## Statistieken
| Seizoen | Club          | Land      | Competitie     | Wedstrijden | Doelpunten |
| ------- | ------------- | --------- | -------------- | ----------- | ---------- |
| 2024/25 | De Graafschap | Nederland | Eerste divisie | 24          | 13         |
| Totaal  | Totaal        | Totaal    | Totaal         | 24          | 13         |

Laatste update: 2 juni 2025
1 Kers ·
2 Mulder ·
3 Kleine ·
4 Jansen ·
5 Hakkers ·
7 Visser ·
8 Hubert ·
9 Roddenhof ·
14 Joseph ·
15 Bolder ·
16 L. Alkema ·
17 Tijink ·
18 Klees ·
20 Reijenga ·
21 Verheij ·
22 Joosten ·
24 Reisner ·
25 Rothman ·
31 Snippe ·
Bouwman ·
Brummel ·
Lammers ·
Meeuwsen ·
De Reus ·
Vissers ·
Van Wershoven ·
Coach: Kleinhesselink